# Pam Ravenscroft
Pam Ravenscroft (conosciuta anche come Pamela Swynford De Beaufort) è un personaggio immaginario del Ciclo di Sookie Stackhouse, una serie di romanzi scritti da Charlaine Harris.
È una vampira che viene introdotta nel primo romanzo della serie, Finché non cala il buio (Dead Until Dark), ed appare in tutti i romanzi successivi. Lei è co-proprietaria del bar per vampiri Fangtasia ed è la fidata seconda in comando dell'antico vampiro vichingo Eric Northman.
Nella serie televisiva della HBO True Blood, basata sui romanzi della Harris, Pam è interpretata dall'attrice statunitense Kristin Bauer.

## Biografia del personaggio

### Vita umana
Nella serie di romanzi, poco viene raccontato della vita umana di Pam, fino al settimo romanzo, Morti tutti insieme. In questo romanzo, Pam racconta a Sookie che ha vissuto a Londra con i suoi genitori durante l'epoca vittoriana, e che aveva una cotta per il cugino della sua migliore amica. Come essere umano, Pam era una ragazza romantica e ribelle, fuori dagli schemi dell'epoca. I suoi genitori non hanno mai approvato il rapporto con l'uomo che amava perché non lo consideravano di pari classe sociale. Una notte, dopo essere uscita furtivamente da casa per incontrare il suo amato, incontra il vampiro Eric Northman mentre sta rincasando. Aveva 19 anni quando è stata vampirizzata da Eric. Dopo la sua trasformazione, ha lasciato Londra e si è trasferita con Eric a nord dell'Inghilterra, che successivamente ha lasciato per il continente. Dopo che è stata vampirizzata, lei ed Eric hanno spesso avuto rapporti sessuali, ma ha scoperto solo in seguito di preferire le donne. La sua età non viene citata, ma Sookie pensa che possa avere più di 200 anni. Nel breve racconto Two Blondes viene rivelato che Pam ha più o meno 160 anni e che è stata vampirizzata quando la Regina Vittoria era ancora una giovane regina.

### Aspetto fisico
Pam viene descritta come una giovane dall'aspetto da casalinga di ceto medio, ma soprattutto come un'"Alice nel paese delle meraviglie con le zanne". Con l'aspetto di un'eterna diciannovenne, Pam viene descritta come una ragazza dal viso rotondo, dalla carnagione pallida, con occhi blu scuro e capelli biondi. Durante il suo lavoro al Fangtasia veste soprattutto in nero in stile gotico, ma normalmente predilige vestire in stile twinset dalle tonalità pastello, come azzurro, verde e rosa.

### Relazioni
Nella serie di romanzi, Pam viene raffigurata come bisessuale, ma è più attratta dalle donne. Nel libro Di morto in peggio, Pam ha una breve relazione con la strega Amelia Broadway. Pam è spesso al fianco del suo creatore Eric, a cui è molto legata, soddisfando tutte le sue richieste. Lei definisce Eric un buon "padrone", preoccupandosi spesso del suo benessere. Pam è amica di Sookie, chiamandola a volte la sua "amica telepatica", a cui ha salvato la vita due volte; durante la battaglia con le streghe in Morto per il mondo e durante il collasso di un hotel in Morti tutti insieme.

### Lavoro e posizione nella gerarchia
Pam è co-proprietaria del locale per vampiri Fangtasia ed è il braccio destro di Eric Northman. Nel corso dei romanzi si scopre che Eric aveva chiamato Pam per aiutarlo nella gestione del locale, per questo la vampira ha lasciato il Minnesota per trasferirsi in Louisiana. Ufficialmente seleziona i clienti all'ingresso del Fangtasia, ma si ritrova spesso a sbrigare altri compiti legati agli affari di Eric. Pam ha dimostrato ottime capacità di comando, quando nel quarto libro, Morto per il morto, il suo creatore Eric aveva perso la memoria.

## Adattamento televisivo

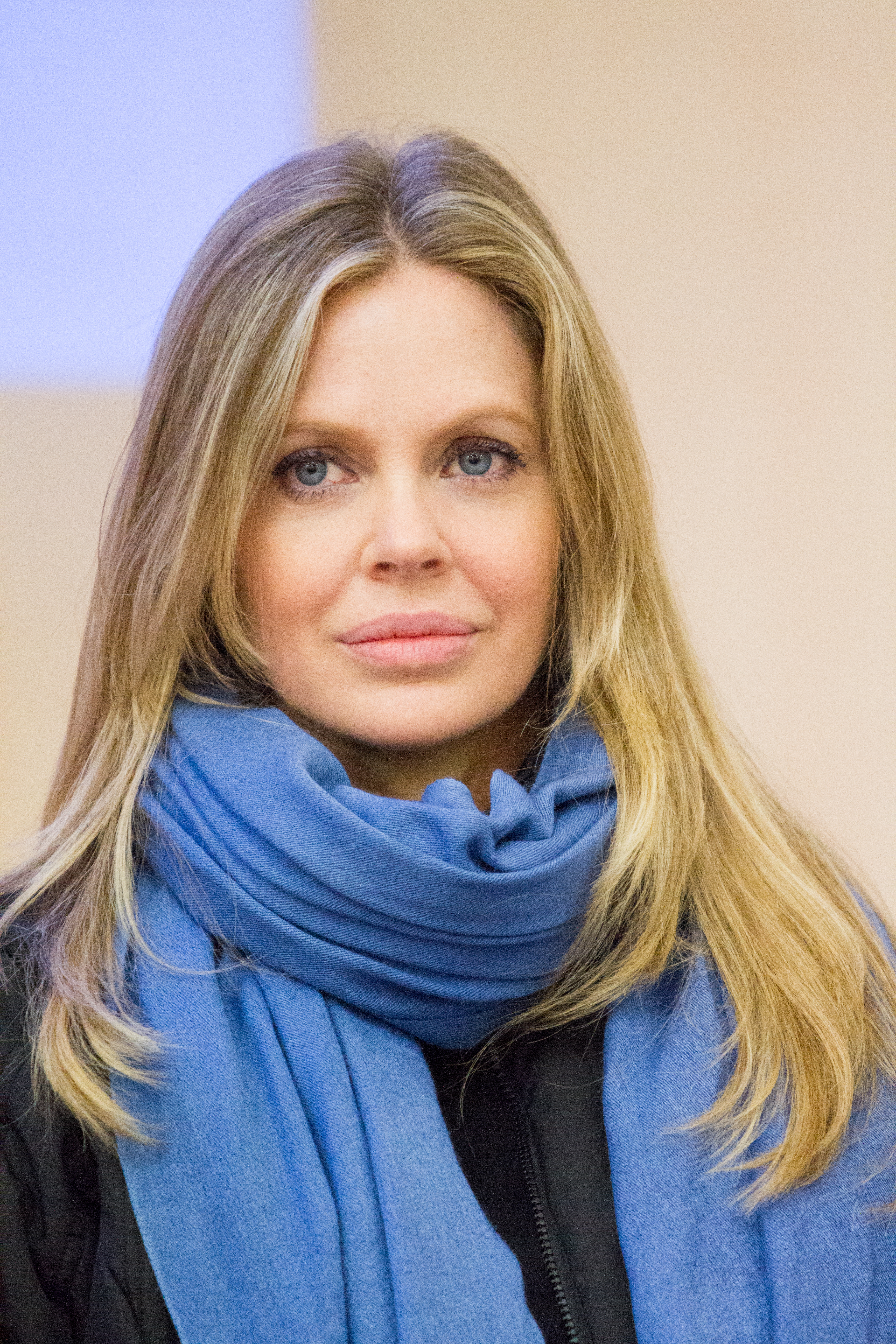
Kristin Bauer interprete di Pam.

Nella serie televisiva della HBO True Blood, basata sui romanzi della Harris, Pam è interpretata dall'attrice statunitense Kristin Bauer. La Bauer all'epoca del suo ingaggio aveva 42 anni, età che contrasta con l'aspetto da teenager descritto nei libri. Appare dalla prima stagione inizialmente come un personaggio minore, in seguito acquista sempre più importanza, tanto da essere promossa a personaggio regolare dalla terza stagione.
Sebbene non venga specificato nei libri, Pam è l'abbreviazione del nome Pamela. Nella serie televisiva il nome del personaggio viene cambiato in Pamela Swynford De Beaufort (il suo cognome nel romanzo è Ravenscroft ), come rivelato nel decimo episodio della terza stagione. Nel corso della serie Pam dimostra di sapere parlare perfettamente lo svedese e delle volte, il cambogiano.
Ha un senso dell'umorismo molto morboso con un fascino dolce e altamente letale, ma si dimostra molto fredda e indifferente quando si tratta di esseri umani, che lei considera inferiori ai vampiri. Pratica e leale, sbriga con efficienza tutti i compiti che Eric le impartisce.
Figlia di un ricco uomo d'affari di Londra e della sua nobile moglie, educata per essere una rispettabile ragazza dell'alta società. Ha incontrato Eric nel 1905, anno in cui è stata da lui vampirizzata. Durante i primi anni, della sua nuova vita da vampira, Pam ed Eric sono stati amanti, ma il legame si sciolse quando Eric permise alla sua progenie di andarsene.